# Casa al carrer Bonaire, 1 (Arnes)
La Casa al carrer Bonaire, 1 és una obra d'Arnes (Terra Alta) protegida com a Bé Cultural d'Interès Local.

## Descripció
Edifici de planta rectangular i 3 nivells amb coberta de teula àrab inclinada a un vessant. La façana presenta a la planta baixa una portalada de pedra amb llinda de fusta, a la primera i segona planta es troba una tribuna amb finestra. Conté una arcada gòtica al seu interior.